# 埭南站
埭南站，下行线车站为埭南圩站，建于1974年，位于安徽省芜湖市镜湖区方村镇埭南圩，邮政编码241112。有皖赣铁路经过。车站上下行区间为复线铁路，离芜湖站18公里，离贵溪站532公里。办理列车通过、停靠作业，不办理客货运业务。隶属上海铁路局芜湖车务段管辖。现为五等站。